# Euphorbia ferganensis
Euphorbia ferganensis là một loài thực vật có hoa trong họ Đại kích. Loài này được B.Fedtsch. mô tả khoa học đầu tiên năm 1916.